# 伏地卷柏
伏地卷柏（学名：Selaginella nipponica），又名日本卷柏，为卷柏科卷柏属下的一个植物种。